# Panonychus caglei
Panonychus caglei är en spindeldjursart som beskrevs av Mellot 1968. Panonychus caglei ingår i släktet Panonychus och familjen Tetranychidae. Inga underarter finns listade i Catalogue of Life.